# Offensive du Croissant pétrolier (2017)
Pour les articles homonymes, voir Offensive du Croissant pétrolier.
Deuxième guerre civile libyenne
Batailles
- Benghazi (2014)
- Aéroport de Tripoli (en)
- Benghazi (2014–17)
- Oubari
- Kikla
- Derna (2015–16)
- Zliten
- Croissant pétrolier (janv. 2016)
- Syrte (2016)
- Croissant pétrolier (sept. 2016)
- Croissant pétrolier (2017)
- Birak (2017)
- Derna (2018–19)
- Croissant pétrolier (2018)
- Tripoli (2018)
- Fezzan
- Tripoli (2019–20)
- Syrte (2020)
- Tripolitaine orientale (2020)

L'Offensive du Croissant pétrolier se déroule du 3 au 14 mars 2017, lors de la deuxième guerre civile libyenne, et est menée par les Brigades de défense de Benghazi, qui tentent en vain de prendre le contrôle du Croissant pétrolier à l'auto-proclamée Armée nationale libyenne (ANL) du maréchal Haftar.

## Prélude
Lors de la bataille de Benghazi, les Brigades de défense de Benghazi sont évincées de la ville par l'Armée nationale libyenne (ANL), dirigée par le maréchal Haftar,. Elles se replient alors à Misrata et dans la région d'Al Djoufrah mais elles gardent pour objectif de reprendre pied à Benghazi.

## Déroulement
Le 3 mars, les Brigades de défense de Benghazi attaquent le croissant pétrolier, défendu par l'ANL,,. 
Le 4 mars, elles annoncent s'être emparées de Ras Lanouf et d'al-Sedra (en), les forces pro-Haftar reconnaissent pour leur part avoir perdu le contrôle d'une partie de Ras Lanouf, mais affirment toujours tenir le terminal pétrolier. Le colonel Ahmad al-Mismari, porte-parole de l'Armée nationale libyenne (ANL), affirme que les assaillants ont progressé jusqu'à l'aéroport principal de Ras Lanouf. Il affirme également que les assaillants sont équipés de chars modernes et d'un radar pouvant neutraliser l'armée de l'air. Les Brigades de défense de Benghazi contrôlent alors le complexe pétrolier, l'aéroport et le port de Ras Lanouf, ainsi que le port d'al-Sedra.
Le Gouvernement d'union nationale (GNA) publie pour sa part un communiqué dans lequel il affirme « n'avoir aucun lien avec l'escalade militaire qui se déroule dans la région du Croissant pétrolier [...] n'avoir donné aucune directive ni ordre à une quelconque formation de se diriger vers cette zone » et condamnant « avec force toute action qui sape les espoirs des Libyens »,. Mais le GNA prévient aussi qu'il « ne resterait pas les bras croisés si les affrontements se poursuivaient dans cette zone ou ailleurs » en Libye.
Malgré ces déclarations, les Brigades de défense de Benghazi annoncent ensuite qu'elles remettent Ras Lanouf et al-Sedra (en) au GNA. Le Gouvernement de Tobrouk accuse alors Al-Mahdi al-Barghathi, le ministre de la Défense du GNA, d'appuyer les Brigades de défense de Benghazi. Selon Le Monde, Mahdi Al-Barghathi ne cachait effectivement pas sa sympathie pour les Brigades de défense de Benghazi et son hostilité à Haftar. Le 7 mars, le Parlement de Tobrouk annonce qu'il se retire du processus de paix et des accords de Skhirat.
Le 6 mars, un haut responsable de la Compagnie nationale de pétrole (NOC) affirme que la production nationale de pétrole est passée à 660 000 barils par jour, contre 700 000 avant les combats.
L'ANL mène des raids aériens mais ne parvient pas à faire reculer les Brigades de défense de Benghazi,. Pourtant ces dernières sont nettement moins bien armées et équipées que les forces de l'ANL.
Le 6 mars, l'ANL annonce qu'elle prépare une contre-offensive. Le 7 mars, des frappes aériennes sont effectuées par l'ANL à Ras Lanouf et Nofilia.
Le 14 mars, après plusieurs jours de raids aériens, l'ANL commence sa contre-offensive avec ses « forces terrestres, navales et aériennes ». Elle est soutenue par des forces des Gardes des installations pétrolières loyales au maréchal Haftar et dirigées par le général Meftah al-Megaryef,. En quelques heures de combats, les forces pro-Haftar reprennent les deux sites pétroliers,,.

## Les pertes
Ahmad al-Mesmari, le porte-parole de l'Armée nationale libyenne, déclare que les pertes des forces pro-Haftar sont de 10 tués et 18 blessés pour les combats de la journée du 14 mars.

## Exactions
Selon le Haut-Commissariat des Nations unies aux droits de l'homme (HCDH), plusieurs exactions sont commises au cours des combats : deux soldats de l'ANL auraient été exécutés sommairement le 3 mars par les Brigades de défense de Benghazi dans le centre médical de Ras Lanouf, tandis que les combattants de l'ANL auraient torturé des prisonniers et arrêté des enfants et des vieillards,. 